# NVG
NVG je uređaj kojeg su proizveli zajedničkim znanjem američko-izraelski stručnjaci. NVG je pasivno sredstvo za noćno motrenje, dizajnirano za pogodno nošenje na glavi. NVG ima poboljšane mogućnosti noćnog motrenja, koristeći i najmanje izvore svjetlosti. NVG je binokular koji se sastoji od 2 monokulara smještena u okvir od lake plastike.

### Vrste

#### Model 5157
To je pasivni uređaj II generacije. Ima jako malo optičko povećanje od jednog puta. Uređaj ima vidno polje od 40°. Glavni izvor mu je napajanja baterija od 2,7V, s dužinom rada uređaja oko 20 sati na temperaturi od 21°. Težina ovog uređaja iznosi 0,91kg.